# За поворотом — поворот
«За поворотом — поворот» (латыш. Ceļa zīmes), СССР, 1968 — художественный фильм, драма. Фильм снят по повести Андрейса Дрипе «Дорожные знаки».

## Сюжет
История запутавшегося молодого человека Гирта, приехавшего из города на летнюю практику к дяде в поселок. Гирт, рано лишившийся отца, боготворил дядю Роберта. Но несмотря на его наставления, юноша предпочитает беспечную жизнь, не задумываясь над собственным будущим.

## В ролях
- Гунар Цилинский — Роберт
- Роман Грабовский — Гирт
- Лилита Озолиня — Инга
- Велта Лине — Анна
- Эдгар Гиргенсонс — Артур
- Харальд Топсис — Страутманис
- Майя Сержане — Вия
- Эдгар Звея — Путиньш
- Рамонс Кепе — эпизод

## Съёмочная группа
- Режиссёр: Ольгерт Дункерс
- Авторы сценария: Андрейс Дрипе
- Оператор: Микс Звирбулис
- Художник: Улдис Паузерс
- Композитор: Гедертс Раманс

## Награды
- 1969 — Диплом режиссёру-дебютанту Кинофестиваля республик Прибалтики, Белоруссии и Молдавии в Минске.